# Babna Gora, Šmarje pri Jelšah
Babna Gora je naselje v Občini Šmarje pri Jelšah.